# Comté de Chambers (Alabama)
Pour les articles homonymes, voir Comté de Chambers.
Le comté de Chambers est un comté des États-Unis, situé dans l'État de l'Alabama.

## Démographie
| 1840   | 1850   | 1860   | 1870   | 1880   | 1890   |
| ------ | ------ | ------ | ------ | ------ | ------ |
| 17 333 | 23 960 | 23 214 | 17 562 | 23 440 | 26 319 |

| 1900   | 1910   | 1920   | 1930   | 1940   | 1950   |
| ------ | ------ | ------ | ------ | ------ | ------ |
| 32 554 | 36 056 | 41 201 | 39 313 | 42 146 | 39 528 |

| 1960   | 1970   | 1980   | 1990   | 2000   | 2010   |
| ------ | ------ | ------ | ------ | ------ | ------ |
| 37 828 | 36 356 | 39 191 | 36 876 | 36 583 | 34 215 |